# Fors Golf
Fors Golf är en golfklubb i Västerhaninge i Södermanland. Banan bestod först av en drivingrange men utvecklades senare till en niohålsbana på åkermark bredvid nynäsvägen. Ytterligare sex hål byggdes för att senare bygga ut till 18 hål. Dock var det mycket problem med militären som hade invändningar. 2007 färdigställdes de sista tre hålen. Banan är uppdelad i två niohålsslingor.